# Fortescue
Fortescue (anglicky Fortescue River) je řeka na západě Austrálie ve státě Západní Austrálie. Je dlouhá 670 km. Povodí má rozlohu 55 000 km².

## Průběh toku
Stéká z východních svahů horského hřbetu Hamersley. Ústí do Indického oceánu.

## Vodní režim
Průměrný průtok vody činí 25 m³/s. Voda protéká korytem řeky pouze od prosince do ledna po letních deštích. V ostatních částech roku řeka vysychá.